# 강현지
강현지(1978년 8월 10일 ~ )는 대한민국의 전직 양궁 선수이다.